# Dai Hong Dan
Dai Hong Dan là một con tàu chở hàng của Bắc Triều Tiên đã bị cướp vào tháng 10 năm 2007 bởi những tên cướp biển gần Mogadishu. Thủy thủ đoàn đã chiếm lại con tàu bằng cách xông vào cây cầu và các khoang kỹ thuật, khiến cho một tên cướp biển thiệt mạng trong khi đang hanh động. Sáu thủy thủ Bắc Triều Tiên cũng bị thương trong cuộc chiến; ba người bị thương nặng.
Một tàu khu trục tên lửa dẫn đường của Hải quân Hoa Kỳ, USS James E. Williams, là lực lượng liên minh gần nhất trong khu vực. Sau khi tiếp cận hiện trường, James E. Williams đã triển khai một máy bay trực thăng SH-60B và một đội VBSS (Visit, Board, Search, and Seizure) để đảm bảo hiện trường. Các nhân viên y tế của hải quân sau đó cũng đã chăm sóc cho các thuyền viên bị thương.